# Male di miele
Male di miele è un singolo del gruppo alternative rock italiano Afterhours, pubblicato nel 1998 da Mescal ed estratto dall'album Hai paura del buio? del 1997.
Nel 2007 il gruppo italiano Mariposa ne fa una cover originale che viene inserita nell'album Best Company.
Nel 2012, in occasione dell'uscita esclusiva con la Repubblica XL dell'EP Meet Some Freaks on Route 66, il brano viene reinterpretato con un differente arrangiamento. Questa versione prevede l'utilizzo della chitarra acustica elettrificata, l'assenza di base ritmica e un'escursione improvvisativa al posto della parte centrale. È stata registrata al Santa Fe Center Studio con il produttore Doug Geist.
Nel 2014 due cover del brano vengono incluse nella versione reloaded di Hai paura del buio?: quella interpretata dagli Afghan Whigs e la special track di Piero Pelù.
Nel 2019 Manuel Agnelli e Rodrigo D'Erasmo ne eseguono una versione accompagnati dal supergruppo Rockin'1000 il 12 ottobre all'Aeroporto di Milano-Linate 

## Videoclip
Il videoclip, girato da David Serni a Tenerife, vede il gruppo suonare in scene caratterizzate dal colore viola e dagli effetti a specchio. Nelle sequenze dei cori i membri del gruppo appaiono con maschere di Pluto.

## Tracce
1. Male di miele – 2:43 (Agnelli)
2. State Trooper – 3:46 (Bruce Springsteen)
3. Elymania – 3:32
4. Strategie (live) – 4:53
5. Televisione – 5:23